# Johnny Sullivan
John „Johnny” Sullivan (ur. 7 lutego 1920 w Leap, zm. 22 lutego 2008 w Whitesboro) – brytyjski zapaśnik. Olimpijczyk z Londynu 1948, gdzie zajął siódme miejsce w kategorii do 87 kg, w stylu wolnym.
Mistrz Wielkiej Brytanii w 1945, 1946, 1947 i 1948 roku.

## Letnie Igrzyska Olimpijskie 1948
| Konkurencja      | Rundy eliminacyjne     | Rundy eliminacyjne       | Rundy eliminacyjne | Klas. końcowa |
| Konkurencja      | Przeciwnik I           | Przeciwnik II            | Przeciwnik III     | Miejsce       |
| ---------------- | ---------------------- | ------------------------ | ------------------ | ------------- |
| 87 kg styl wolny | József Tarányi (MEX) Z | Henry Wittenberg (USA) P | Pat Morton (ZPA) P | 7.            |